# Staatshervorming (België)
Met de term staatshervorming wordt in België het proces aangeduid waarbij, door opeenvolgende grondwetswijzigingen, de unitaire Belgische staat van 1830 is geëvolueerd naar een federale staat met diverse deelentiteiten:
- drie gewesten, meer bepaald: het Vlaamse Gewest, het Waalse Gewest en het Brusselse (Hoofdstedelijke) Gewest;
- drie gemeenschappen, meer bepaald: de Vlaamse Gemeenschap, de Franse Gemeenschap en de Duitstalige Gemeenschap;
- drie gemeenschapscommissies, meer bepaald de Vlaamse Gemeenschapscommissie, de Franse Gemeenschapscommissie en de Gemeenschappelijke, elk hun eigen bevoegdheden.

De federalisering van België in strikte zin vond plaats tijdens de eerste vier staatshervormingen van 1970 tot 1993. Zij werd echter al voorafgegaan door onder andere de invoering van het territorialiteitsbeginsel in 1921 en de vastlegging van de taalgrens in 1962 en is gevolgd door andere 'federaliserende' hervormingen zoals de definitieve splitsing van de provincie Brabant in Vlaams-Brabant, Waals-Brabant en het voortaan provincieloze Brussels Hoofdstedelijk Gewest in 1995. In hoeverre de latere vijfde en zesde staatshervorming en eventuele toekomstige staatshervormingen nog steeds onderdeel zijn, of zouden moeten zijn, van het eigenlijke federaliseringsproces, of al stappen zijn in de richting van confederalisme of een uiteindelijke splitsing van België, is onderwerp van discussie.
In België wordt naar de thematiek van taalpolitiek en staatshervormingen ook verwezen met de politieke term 'communautair' (bv. communautaire spanningen).
Uit onderzoek blijkt dat op momenten dat in België een staatshervorming wordt doorgevoerd de overheidsuitgaven meer stijgen dan op andere momenten en dat splitsen dus tot efficiëntieverlies leidt.

## Voorgeschiedenis van de staatshervorming

### De taalbreuklijn

#### 1830: Taalvrijheid en verfransing
Onder het Nederlandse bewind werd het Nederlands de officiële taal. Voor de Franstalige bourgeoisie was dat echter een minderwaardige taal omdat zij die taal gelijkstelde met de dialecten van het volk (hun huisbedienden, de arbeiders en de boeren), terwijl het Standaardnederlands voor het dialectsprekende volk eigenlijk een vreemde taal was. De verfranste ambtenarij en burgerij reageerden scherp tegen de verplichte vernederlandsing van het leger, het gerecht, het bestuur en het onderwijs.
Onder het bewind van Willem I verdubbelde het aantal lagereschoolleerlingen van 150.000 tot 300.000 dankzij de oprichting van 1500 nieuwe scholen. Omdat evenwel iedereen les kreeg in de volkstaal, betekende dit dat in heel Vlaanderen (Brussel inbegrepen) alle scholieren 'onderworpen' werden aan Nederlandstalig onderwijs. Eén der eerste daden van het Voorlopig Bewind was dan ook de afschaffing van álle openbare scholen in België, met uitzondering van de Franstalige universiteiten van Gent en Luik die dienden om de nieuwe elites op te leiden.
De Belgische onafhankelijkheid had rampzalige gevolgen voor het Nederlands in België. Artikel 23 van de nieuwe Belgische grondwet bepaalde: „Het gebruik van de in België gesproken talen is vrij; het kan alleen door de wet geregeld worden en uitsluitend voor de handelingen der overheid en voor de rechtszaken.“ Hoe de taalvrijheid er in de praktijk uitzag, bleek vrij snel. Op 26 november 1830 werd het Frans tot enige officiële taal gemaakt. Het Voorlopig Bestuur constateerde: “Het Nederlands en het Duits, talen die door de inwoners van sommige plaatsen worden gebruikt, verschillen van provincie tot provincie en soms van district tot district. Het is dus duidelijk dat het onmogelijk is een officiële wet- of decreettekst in het Nederlands of het Duits uit te vaardigen.” Dit was de reden waarom alleen de Franse versie van wetteksten voor geldig werd verklaard. Het mag aangemerkt worden dat de “inwoners van sommige plaatsen” ook toen al de meerderheid van de bevolking vormden. De afgevaardigden van de Vlaamse arrondissementen vormden dan ook wel de meerderheid in het Nationaal Congres, maar zij spraken de taal van de elite en dat was het Frans. Doordat vrijwel alle ambtenaren Franstalig waren, moest zich iedere Belg waar dan ook in het Frans tot de overheid wenden. Sommige rechters zagen het zelfs voor een belediging van het gerecht aan als men hen in het Nederlands aansprak. De taalvrijheid was dus vooral de vrijheid van de ambtenaren de taal van hun milieu te gebruiken.
Er werd door de Belgische staat een verfransingspolitiek gevoerd, waarvan de gevolgen tot op de dag van vandaag voelbaar zijn. In Vlaanderen bleven de dialecten de onderwijstaal in de lagere volksschool. In de scholen voor de hogere standen was de onderwijstaal het Frans. Zo werd Brussel volledig verfranst en was de volledige ambtenarij (ook in Nederlandstalig Vlaanderen en Brussel) tot een eind in de twintigste eeuw volledig Frans. Het Nederlands werd als een samenraapsel van dialecten behandeld en niet als een taal die respect verdiende. Dit cultuurimperialisme leidde tot het ontstaan van de Vlaamse Beweging.

#### Ontstaan van de Vlaamse Beweging
De eerste grondwet en de Belgische wetgeving was dan ook alleen in het Frans opgesteld. Geleidelijk ontstond de Vlaamse Beweging, een emancipatorische beweging die ijverde voor een gelijkwaardige positie voor het Nederlands in het openbaar leven, maar die ook zeer nabij de syndicale arbeidersbeweging stond (waaruit in 1885 de socialistische Belgische Werkliedenpartij en in 1893 de Daensistische Christene Volkspartij ontstonden). Vooral de Daensisten waren flamingantisch en stelden dat de boeren en werklieden in Vlaanderen zich in hun eigen taal voor de rechtbank moesten kunnen uitdrukken. De Vlaamse Beweging ondersteunde dus de ontvoogdingsstrijd van arme boeren en dagloners, de werklieden in de steden tegen de kapitalistische en francofone bourgeoisie, die hun werkvolk in een schandalige armoede hield en hun taal misprijzend "flamand" noemde.

#### 1873-1898: Nederlands wordt officiële taal
De eerste taalwet dateert van 1873.
De invoering van het algemeen meervoudig stemrecht voor mannen in 1893, effende de weg naar de zogenoemde Gelijkheidswet van 1898, waardoor het Nederlands de tweede officiële taal van België werd. De Gelijkheidswet was de eerste taalwet van nationale betekenis. De Belgische grondwet werd pas in 1967 voor het eerst in het Nederlands vertaald.

#### 1883-1932: Vernederlandsing van het onderwijs
In 1883 kreeg het Nederlands een grotere plaats in het officiële middelbaar onderwijs.
In 1930 werd het onderwijs aan de universiteit van Gent definitief Nederlandstalig, en daarmee kreeg België zijn eerste Nederlandstalige universiteit.

#### 1921-1938: Toepassing van de eentaligheid
De verzuchtingen van de Vlaamse Beweging bleven lange tijd ongehoord, maar de Eerste Wereldoorlog en de gedeeltelijke bezetting van België door Duitsland was aanleiding voor een deel van de Vlaamse Beweging, de zogenaamde activisten, om in te gaan op het aanbod van vernederlandsing en met de Duitsers te collaboreren. Onder invloed van de Duitse bezetter werd zo de universiteit van Gent vernederlandst. Deze collaboratie werd de Vlaamse Beweging na de oorlog zeer kwalijk genomen en de meeste maatregelen werden weer ongedaan gemaakt. Vanuit het deel van de Vlaamse Beweging dat niet collaboreerde, ontwikkelde zich de radicaal Vlaamsgezinde Frontbeweging, die zich vooral inzette tegen het Franstalige beleid in het leger, en die protesteerde tegen de (al dan niet vermeende) wantoestanden die veroorzaakt zouden zijn door Franstalige officieren, wier bevelen door de Vlaamse soldaten niet werden begrepen, hetgeen veel Vlaamse slachtoffers veroorzaakt zou hebben.
Door de invoering van het algemeen enkelvoudig stemrecht in 1919 waren de Vlamingen beter vertegenwoordigd in de Belgische politiek, wat het doorvoeren van de taalwetgeving bevorderde. In de jaren 30 van de 20e eeuw vond het territorialiteitsbeginsel toepassing in de taaltoestanden in België: de Vlaamse Beweging droeg steeds het alternatief van de tweetalige staat uit, wat door de Franstaligen als een onmogelijke toegeving werd beschouwd. Door middel van een reeks grote taalwetten werden daardoor twee eentalige gebieden erkend. Zo kwam er een einde aan de voortschrijdende verfransing van het openbare leven in de Vlaamse provincies.
In 1932 volgde de wet op het taalgebruik in bestuurszaken, waarmee vastgelegd werd dat in de respectievelijk Vlaamse en Waalse provincies de streektaal de bestuurstaal was. De rechtspraak in de twee gebieden werd in 1935 eentalig gemaakt en in 1938 kwam er een wet voor het taalgebruik in het leger. Maar het zou nog 30 jaar duren voor de twee taalgebieden wettelijk afgebakend werden. Pas in 1963 werd de taalgrens - de grens tussen het Frans- en Nederlandstalige gebied - wettelijk vastgelegd in artikel 4 van de grondwet.

### De verschillen tussen Nederlandstaligen en Franstaligen worden duidelijker
Na de Tweede Wereldoorlog werden op enkele jaren tijd de verschillen tussen Nederlandstaligen (Vlamingen) en Franstaligen (Walen en Franstalige Brusselaars) scherper gesteld in een aantal conflicten.

#### De Koningskwestie
De communistische en socialistische partijen verwijten Leopold III om België verraden (of verkocht) te hebben aan de Duitse bezetter, en verwijten hem om de streng katholieke dochter van een Duitsgezinde zakenman te hebben gehuwd na het verlies van zijn vrouw koningin Astrid, die zeer geliefd was bij de bevolking, zonder de wettelijke regels na te hebben geleefd (eerst huwen bij de ambtenaar van burgerlijke stand, dan pas in de kerk) en alleen in de kerk te zijn gehuwd, waardoor hij zijn grondwettelijke eed tweemaal heeft gebroken.
In 1950 bij het referendum over de vraag of Leopold III, gezien zijn houding tijdens de Tweede Wereldoorlog, terug de troon mag betreden dan wel moet aftreden (de zogenaamde Koningskwestie), kiest 72% van de Vlamingen onder invloed van de katholieke kerk voor de terugkeer van Leopold III, maar er is een grotere meerderheid tegen in Brussel en Wallonië waardoor de vooropgestelde 2/3 meerderheid niet gehaald werd. In België als geheel is er een meerderheid van 57% voor terugkeer dus probeert Leopold terug te keren. Hierop breken echter vooral in Wallonië en Brussel zware onlusten uit die de regering slechts met moeite kan bedwingen. Ondanks het positieve resultaat van het referendum, dient Leopold onder zware politieke druk vanuit de regering, troonsafstand te doen. Hierdoor wordt duidelijk dat de ene gemeenschap niet zomaar haar wil kan opdringen aan de andere op het institutionele vlak. Ook het Vlaams demografisch overwicht komt door het referendum aan bod. In beide gemeenschappen worden de verschillen duidelijk.

#### De Eenheidswet
De rooms-blauwe regering Eyskens voert in 1960 met de Eenheidswet een reeks besparingen door. Hier komt hevig verweer tegen van de Franstalige vakbonden met zware stakingen tegen die wet, tegen de regering en tegen het systeem vanuit een regionalistische instelling. De Walen zien in dat zolang het economisch beleid op Belgisch niveau bepaald wordt, men niet de maatregelen kan nemen die nodig zijn voor Wallonië gezien de Vlaamse meerderheid in België (vandaar dat ze ook spreken van “un état belgo-flamand”). Dit leidt tot het erkennen van een verschil in sociaaleconomische aangelegenheden.

#### Leuven Vlaams
De Katholieke Universiteit Leuven mag volgens de taalwetgeving tweetalig blijven. Franstalige professoren, assistenten en studenten gaan rechten opeisen en men probeert een corridor te maken van Wallonië, het reeds verfranste Brussel en Leuven, om zo een tweetalig statuut te krijgen. De Vlamingen zijn het hier niet mee eens en willen de Leuvense universiteit Nederlandstalig maken. Dit zorgt voor een erkenning van het verschil op taal- en cultuurvlak en tot de splitsing rond 1970 van de universiteit van Leuven in de Vlaamse KUL en de Franstalige Université catholique de Louvain in Louvain-la-Neuve.

### De voorloper van de staatshervorming: de taalgrens
Vanaf 1921 was er een systeem van flexibel taalregime van toepassing dat toeliet dat een gemeente van taalregime kon veranderen op basis van de resultaten van de tienjaarlijkse talentelling. Daarbij konden taalfaciliteiten worden afgedwongen, of kon een gemeente van taal veranderen. De resultaten van een aantal talentellingen gaven meermaals aanleiding tot betwistingen en politieke heibel. In 1948 gingen de werkzaamheden van het zogenaamde Centrum Harmel van start dat op 10 juni 1952 een kaart goedkeurde die gemeenten indeelde per taal.
Na de taalstrijd werd de taalgrens wettelijk vastgelegd: de Kamer van volksvertegenwoordigers keurde op 31 oktober 1962 de wet op de taalgrens goed die op 1 september 1963 van kracht werd. Bij het vastleggen van de taalgrens werden een aantal gemeenten overgeheveld van de ene naar de andere provincie zodat de meeste provincies eentalig werden. De provincie Brabant maakte hierop de enige uitzondering, pas op 1 januari 1995 werd Brabant gesplitst in resp. Vlaams-Brabant en Waals-Brabant. De taalgrens en de procedure om deze te wijzigen zijn vastgelegd in artikel 4 van de grondwet.
Bij de wettelijke vastlegging van de taalgrens werd daarom meteen ook beslist dat de officiële tienjaarlijkse talentelling afgeschaft werd.
De taalgrenzen legden ook de vier officiële taalgebieden vast:
- het eentalige Nederlandse taalgebied
- het tweetalige gebied Brussel-Hoofdstad
- het Franse taalgebied
- het Duitse taalgebied.

Sommige gemeenten kregen een statuut als faciliteitengemeente waarbij de dienstverlening van de gemeentelijke overheid ook in de minderheidstaal kan worden aangeboden. In veel faciliteitengemeenten wordt ook onderwijs in de minderheidstaal aangeboden. Voor de dienstverlening door de intermediaire en hogere overheden (provincie en Vlaamse overheid) gelden geen taalfaciliteiten.

## De staatshervormingen

### Verschillende visies op de richting van de staatshervorming
De Vlamingen wilden met de staatshervorming aanvankelijk vooral respect voor hun taal en culturele autonomie verkrijgen. Dit werd later gerealiseerd via de oprichting van gemeenschappen. De Walen wilden vooral sociaaleconomische bevoegdheden overdragen om de economische malaise te kunnen keren. Dit hoopte men te realiseren door de vorming van de gewesten.
Door de opeenvolgende staatshervormingen ontwikkelde de unitaire staat van 1830 zich tot een federale staat. De hervormingen behelsden:
- de vorming van drie gewesten, drie gemeenschappen, en een Gemeenschappelijke Gemeenschapscommissie (van Brussel), elk met eigen organen, bevoegdheden, financiën en personeel.
- een overdracht van bevoegdheden van de organen van de Franse Gemeenschap naar die van Waals Gewest en Franse Gemeenschapscommissie van Brussel:
  - via bijzondere decreten van de Franse Gemeenschap
  - via gewone decreten van het Waalse Gewest en van de Franse Gemeenschapscommissie
- een overdracht van bevoegdheden van de organen van het Waalse Gewest naar die van de Duitstalige Gemeenschap
  - via gewone decreten van het Waalse Gewest en van de Duitstalige Gemeenschap.

### 1970: De eerste staatshervorming
In 1970, onder premier Gaston Eyskens, heeft men nog niet de bedoeling het land om te vormen tot een federale staat. Men wilde enkel een beperkte oplossing vinden voor de bestaande problemen. Daarom besluit men een nieuw evenwicht te installeren in de nationale instellingen (pariteit tussen Nederlandstaligen en Franstaligen in de Ministerraad, de invoering van bijzondere meerderheidswetten en de communautaire alarmbelprocedure). De zogenoemde grendelgrondwet wordt ingevoerd. Een belangrijke rol bij deze staatshervorming werd vervuld door veelvuldig premier Gaston Eyskens.
Op aandrang van Vlaanderen kwam er autonomie op het vlak van taal en cultuur, doordat er cultuurgemeenschappen werden opgericht: de Franse en Nederlandse Cultuurgemeenschap. De cultuurraden (respectievelijk de Raad van de Franse Cultuurgemeenschap en de Raad van de Nederlandse Cultuurgemeenschap) bestonden uit de taalgroepen in het nationale parlement. Zij kregen ook wetgevende bevoegdheden die ze uitoefenen door middel van decreten. Die decreten werden uitgevoerd door een minister van Cultuur, een voor elke taalgroep, in de nationale regering.
De cultuurgemeenschappen zijn bevoegd voor cultuur, zeer beperkte onderwijsmateries en bepaalde aspecten van de taalwetgeving.
Om tegemoet te komen aan de vraag van Wallonië om sociaaleconomische bevoegdheden te krijgen, worden in de Grondwet de gewesten opgenomen, met vermelding dat de bevoegdheden later geregeld zullen worden. Dit staat bekend als artikel 107quater. Met de wet van 1 augustus 1974 werden voorlopige gewestraden geïnstalleerd, die tot in 1977 zouden bestaan.

### 1977: Het mislukte Egmontpact
Het Egmontpact werd in mei 1977 gesloten, maar werd nooit uitgevoerd. Het zou België omgevormd hebben tot een federale staat. Belangrijke delen uit het akkoord zijn overgenomen in latere staatshervormingen.

### 1980: De tweede staatshervorming
Premier Martens zou drie regeringen nodig hebben voor de staatshervorming van 1980. Er kwamen twee gewestraden, met eigen bevoegdheden voor plaatsgebonden gelegenheden. Het Brussels Hoofdstedelijk Gewest - dat al wel erkend was in de staatshervorming van 1970 - werd pas verder uitgewerkt in de derde staatshervorming, deze heeft dus nog praktisch geen bevoegdheden.
Martens zou werken aan een 'unionistisch federale' staat, waarbij bepaalde bevoegdheden overhevelen naar lokale niveaus, maar waarbij nog steeds een sterke nationale kern bestaat. Dit wordt later het subsidiariteitsbeginsel genoemd. De drie cultuurgemeenschappen - met zeer beperkte bevoegdheden - werden omgevormd tot kortweg gemeenschappen. Dit omdat ze meer bevoegdheden verkregen hadden, niet alleen op cultureel en taalkundig vlak, maar ook inzake persoonsgebonden aangelegenheden. De gemeenschappen en gewesten krijgen bij deze hervorming ook wetgevende bevoegdheden, hierdoor verkregen ze op hun niveau een eigen regering en parlement. Let wel, in Vlaanderen werden de raden (en regeringen) onmiddellijk samengevoegd, zodat er één regering en parlement was voor de Vlaamse Gemeenschap en het Vlaams Gewest. In Wallonië gebeurde dit niet.
Bovendien werd de alarmbelprocedure (die al ontstaan was bij de staatshervorming van 1970) verder uitgewerkt. Deze moest belangenconflicten vermijden (tot op vandaag is ze nog maar twee keer gebruikt).
Hierop volgde de Pacificatiewet van 9 augustus 1988 dat communautaire problemen in de faciliteitengemeenten moest oplossen.

### 1988-1989: De derde staatshervorming
De bevoegdheid van de gemeenschappen wordt uitgebreid met het hele onderwijs, met slechts een paar kleine uitzonderingen. Dit gaat samen met een uitbreiding van de bevoegdheid van het Arbitragehof, dat de mogelijkheid krijgt om de wetten en decreten te toetsen aan art. 10 (gelijkheidsbeginsel), 11 (discriminatieverbod) en 24 (vrijheid van onderwijs) van de Belgische Grondwet, om te vermijden dat een van de onderwijsnetten te dominant zou worden (in Vlaanderen het vrije, katholieke onderwijs en in Wallonië het Gemeenschapsonderwijs). Ook de bevoegdheden van de gewesten worden fors uitgebreid: onder andere wegbeheer, ruimtelijke ordening en leefmilieu worden overgedragen aan de gewesten. 
Daarnaast wordt een akkoord bereikt over de inrichting van het Brussels Hoofdstedelijk Gewest. De regeling hieromtrent lijkt sterk op deze voor de werking van de nationale overheid, waarbij de Nederlandstaligen in Brussel op dezelfde manier beschermd worden als de Franstaligen op nationaal niveau: pariteit in de regering, alarmbelprocedure et cetera.
Ook werd een rechtsgrond gegeven aan de al bestaande praktijk van samenwerkingsakkoorden.

### 1993: De vierde staatshervorming (Sint-Michielsakkoord)
Met het Sint-Michielsakkoord wordt België ook formeel een federale staat. Op het federale, (nationale) niveau worden een aantal wijzigingen doorgevoerd om meer een federale structuur aan te nemen, zoals de samenstelling van de Senaat. Daarnaast komen er ook maatregelen om de regeringsstabiliteit te verhogen, o.a. door middel van de constructieve motie van wantrouwen.
Verder worden in deze staatshervorming de bevoegdheden van de gemeenschappen en gewesten uitgebreid. Belangrijk te signaleren is dat zij de bevoegdheid krijgen om verdragen te sluiten met betrekking tot hun bevoegdheden. Ze genieten hierin een erg grote vrijheid, die veel verder gaat dan de bevoegdheid van deelstaten in andere federale Staten. De gewesten worden ook bevoegd voor exportpromotie.

Daarnaast wordt ook het dubbelmandaat afgeschaft dat de parlementairen hadden door zowel in het nationale als in het deelstaatparlement te zetelen. Voortaan zullen de raden van de deelstaten ook rechtstreeks verkozen worden. Dit gaat gepaard met een vermindering van het aantal leden in de Kamer van volksvertegenwoordigers en Senaat, om zo toch nog het aantal mandatarissen te beperken.
Ten slotte krijgen de deelstaten ook een beperkte constitutieve autonomie.

### 2001-2003: De vijfde staatshervorming (Lambermont- en Lombard-akkoorden)
De gewesten krijgen bijkomende bevoegdheden (buitenlandse handel, landbouw en administratief toezicht op ondergeschikte besturen). Daarnaast wordt een aantal beschermingsmechanismen in de Brusselse instellingen afgebouwd, voornamelijk uit vrees dat de instellingen geblokkeerd zouden worden wanneer het Vlaams Blok (nu Vlaams Belang) een meerderheid zou halen in de Nederlandse taalgroep. In Brussel stemt een relatief groot aantal Franstaligen op deze partij.
Er komt ook een herfinanciering van de gemeenschappen en de gewesten krijgen bijkomende fiscale bevoegdheden.
Ook de bevoegdheid van het Grondwettelijk Hof wordt uitgebreid.
De vijfde staatshervorming onderscheidt zich juridisch gezien van de andere doordat hier de grondwet niet werd gewijzigd. Bij deze staatshervorming maakte men geheel gebruik van bijzondere wetten.

### 2011-2012: De zesde staatshervorming (Vlinderakkoord)
Na 459 dagen onderhandelingen werd half september 2011 tussen de acht deelnemende politieke partijen een akkoord bereikt over een zesde staatshervorming onder leiding van Elio Di Rupo (PS). De groenen (Groen! en Ecolo), die daarna voor verdere deelname aan de regeringsonderhandelingen werden uitgesloten, zouden de uitvoering van de bereikte akkoorden door een nieuwe regering vanuit de oppositie steunen. De door de daaropvolgende regering uit te voeren akkoorden waren:
- De splitsing van het arrondissement Brussel-Halle-Vilvoorde. Franstaligen in faciliteitengemeenten in de Vlaamse Rand zullen kunnen kiezen of ze op een Vlaams-Brabantse of Brusselse lijst stemmen.
- Een beperkte hervorming van de Brusselse instellingen.
- De financieringswet regelt de financieringsmechanismen van gewesten en gemeenschappen betreffende de overgehevelde bevoegdheden, regelt de fiscale autonomie van de gewesten en de financiering van de Brusselse instellingen.
- Overdracht van bevoegdheden van federaal niveau naar gewesten en gemeenschappen.

## De Duitstalige Gemeenschap: een bijzonderheid in de staatsstructuur
De Duitstalige Gemeenschap is gestaag meegegroeid met de andere gemeenschappen, maar heeft altijd een wat speciale plaats gekregen. De akkoorden die werden bereikt in de Staatshervorming waren steeds gericht op de oplossing van problemen tussen Vlamingen en Franstaligen. Duitstaligen waren hier slechts zijdelings bij betrokken omdat dit veel minder gevoelig ligt. Daarom is het statuut van deze gemeenschap ook niet geregeld in de Bijzondere Wet op de Hervorming van de Instellingen (waarvoor een 2/3-meerderheid nodig is om ze te wijzigen, net als een meerderheid in elke taalgroep), maar in een gewone wet.
Op die manier heeft de Duitstalige Gemeenschap dezelfde bevoegdheden gekregen als de andere gemeenschappen en daarbovenop heeft het Waals Gewest, waaronder de gebieden van de Duitstalige Gemeenschap ressorteren, een aantal bevoegdheden naar de gemeenschap overgedragen, bijvoorbeeld monumenten en landschappen.